# Stockholm Open 1991
Lo Stockholm Open 1991 è stato un torneo di tennis giocato sul sintetico indoor. 
È stata la 23ª edizione dello Stockholm Open, che fa parte della categoria Super 9 nell'ambito dell'ATP Tour 1991.
Il torneo si è giocato nella Stockholm Globe Arena di Stoccolma in Svezia, dal 21 al 27 ottobre 1991.

## Campioni

### Singolare
Boris Becker ha battuto in finale  Stefan Edberg con il punteggio di 3–6, 6–4, 1–6, 6–2, 6–2

### Doppio
John Fitzgerald /  Anders Järryd hanno battuto in finale  Tom Nijssen /  Cyril Suk,7–5, 6–3